# 34 Batalion Saperów
34 batalion saperów – samodzielny pododdział wojsk inżynieryjnych ludowego Wojska Polskiego.
Sformowany w październiku 1944 w miejscowości Narol na podstawie rozkazu Naczelnego Dowództwa Wojska Polskiego nr 41 z 6 października 1944 jako jednostka 5 Mazurskiej Brygady Saperów.
Przysięgę żołnierze batalionu złożyli 7 stycznia 1945 w Trawnikach.
W 1951 34 batalion saperów 5 psap przemianowany został na 1 batalion saperów 5 psap

## Szlak bojowy
Przez cały okres wojny 34 bsap działał w składzie 5 BSap. Pierwszym zadaniem batalionu był udział w rozminowywaniu północnych dzielnic Warszawy po jej wyzwoleniu. Od marca 1945 batalion został skierowany do Pułtuska w celu rozminowywania północnych rejonów woj. warszawskiego i przyczółka modlińskiego. Po wojnie skierowany został wraz z innymi jednostkami brygady do rozminowania terenów byłych Prus Wschodnich. 3 grudnia 1945 5 Brygada na wsparcie w rozminowaniu otrzymała batalion niemieckich jeńców wojennych w sile 369 ludzi. Jeńców skierowano do Pułtuska i przydzielono do 34 bsap. Zorganizowano dla nich szkolenie w zakresie organizacji i sposobów rozminowania, ponieważ w większości byli to żołnierze piechoty. W batalionie, w czasie zimy, oprócz szkolenia, wykorzystywano ich do różnych prac. Wiosną 1946 56 ludzi przydzielono do 34 bsap, 79 ludzi do 36 bsap brygady oraz do 46 bsap 15 Dywizji Piechoty. Jeńcami w batalionie kierowali oficerowie i podoficerowie saperzy niemieccy pod nadzorem polskich dowódców pododdziałów. Od wiosny 1946 pracowali przy rozminowaniu w rejonach Serocka, Pułtuska, Ostrołeki, Łomży i nad Biebrzą. Straty wśród jeńców w 1946 wyniosły 3 zabitych i 9 rannych. Warunki rozminowania terenów nad Narwią i Biebrzą były bardzo trudne. Niekiedy warstwa mułu dochodziła do 60 cm, po kilkakrotnych wylewach rzek. Oprócz tego bujna roślinność maskowała miny. Były wśród jeńców przypadki samookaleczenia. Niemcy wykonywali zadania rozminowania do 1947. Liczba wydobytych min przez Niemców liczona była do ogólnego stanu batalionu.
Miana i odznaczeń batalion nie posiadał.

## Obsada personalna
Dowódcy batalionu
- mjr Grzegorz Lubczyc[3]

Dowództwo batalionu okresu wojny
- dowódca batalionu – mjr Grzegorz Lubczyc
- szef sztabu – por. Wasyl Bodrow
- zastępca dowódcy ds. technicznych – kpt. Mikołaj Dormidontow
- zastępca dowódcy ds. polityczno-wychowawczych – chor. Mieczysław Szczyglewski
- zastępca dowódcy ds. polityczno-wychowawczych (od 07.01.1945 do końca wojny) – ppor. Marcin Monis
- szef zaopatrzenia żywnościowego – chor. Stanisław Wylega

## Struktura etatowa i obsada personalna
Etat 012/109
- Dowództwo i sztab
- Dowódca 1 ksap – por. Dymitr Kokunow
- Dowódca 2 ksap – ppor. Michał Zygajło
- dowódca plutonu – chor./ppor. Józef Kąsek
- Dowódca plutonu – ppor. Jan Janiszyn
- Dowódca plutonu – chor. Józef Ortyn
- Dowódca plutonu – chor. Jan Bielejew
- Dowódca plutonu – chor. Piotr Jarowoj
- Dowódca plutonu – chor. Anna Uszakowa
- Dowódca plutonu – chor. Włodzimierz Czerniakow
- Dowódca plutonu – chor. Piotr Kiryłow
- Dowódca plutonu – chor. Mikołaj Panin
- Dowódca plutonu – ppor. Biernacki
- Dowódca drużyny – plut. Piotrowski
- Dowódca drużyny – plut. Julian Budzisz
- Dowódca drużyny – kpr. Bronisław Piotrowski
- Dowódca drużyny – kpr. Marcin Jurkiewicz
- pluton dowodzenia
- 3 x kompania saperów
  - 3 x pluton saperów
  - drużyna zaopatrzenia
- kwatermistrzostwo
  - punkt pomocy medycznej
  - lazaret weterynaryjny
  - warsztaty i magazyn techniczny
- drużyna gospodarcza

Razem:
żołnierzy – 321 (oficerów – 31, podoficerów – 62, szeregowych – 228)
sprzęt:
- miny – 483